# 津乃峰山
津乃峰山（つのみねさん）は、徳島県阿南市にある山である。標高284m。日峰山、中津峰山とともに阿波三峰のひとつに数えられる。山頂からは橘湾を眺めることができる。

## 概要
8合目までは延長3.7kmの有料道路、津峯スカイラインが通じる。山頂に至るリフトがあり、2007年に安全基準を満たしていないことが判明し、運休していたが、改修工事が完了し、2010年11月1日から運行再開することになった。なお、スカイラインの終点付近にあった国民宿舎は研修施設の宿舎となっており、営業はしていない。
山頂には津峯神社があり、「延命長寿と交通安全の守り神」として知られ、参拝者が多い。津乃峰山の最高地点は津乃峰神社の本殿付近だが、三角点はスカイライン終点駐車場の東の峰にあり、標高は247.1mである。

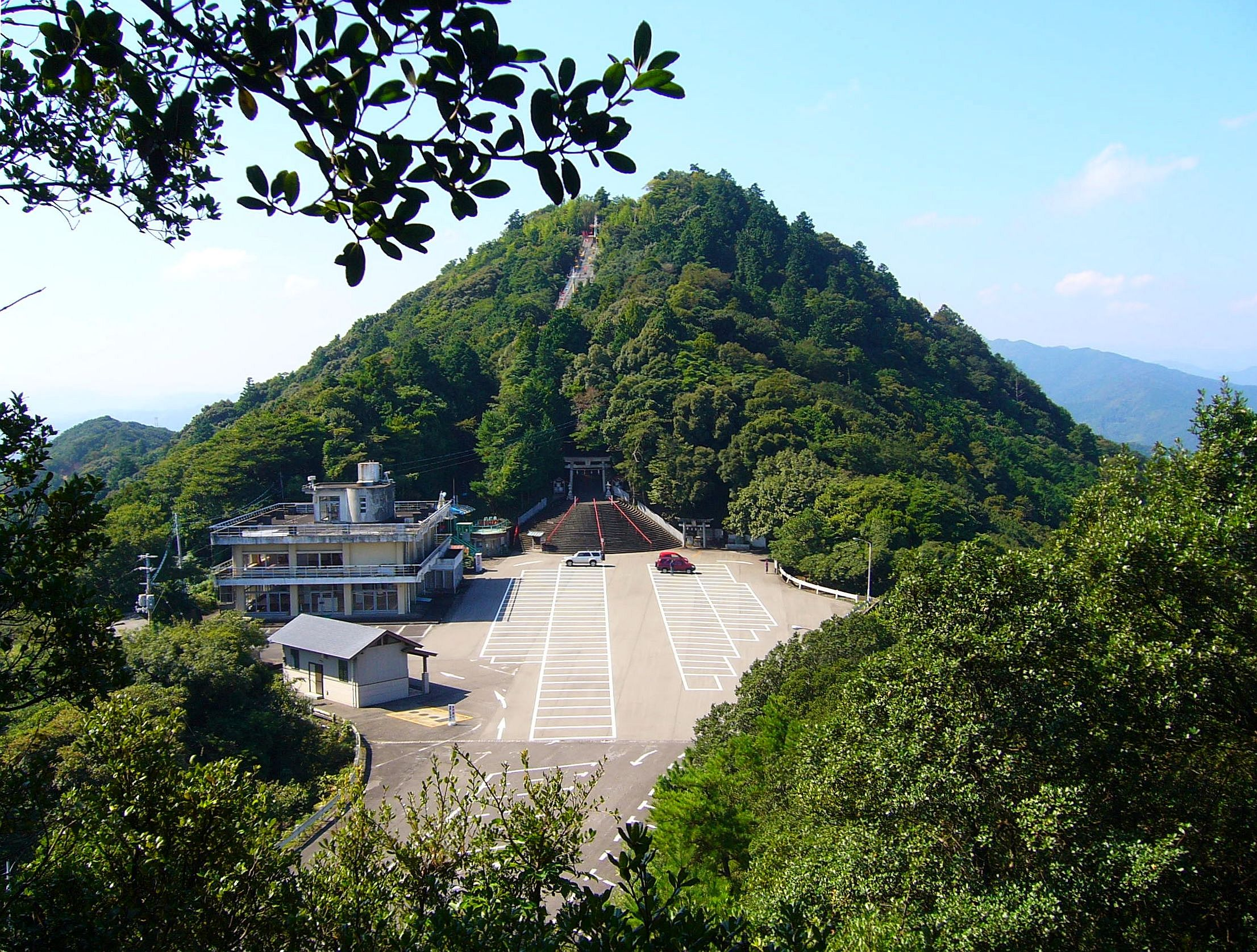
津乃峰山の山頂部